# Lady Coco
Lady Coco, pseudonimo di Costanza Scaloni (Roma, 9 luglio 1976), è una disc jockey, autrice e produttrice artistica italiana.

## Biografia
Lady Coco comincia la sua formazione nel 1997 negli Stati Uniti a Brooklyn.
In Italia ed in Europa la continua suonando nei locali Black Planet, Goa, Milkshake, Condominio, Female Cut, Muccaassassina, Gay Village, Gorgeous I am, Venus Rising, AGM, Village di Dortmund, Studio 44 di Bruxelles, Cinema Club e La Rocca di Anversa, Mondial di Mastricht, Versus e Duplex di Ginevra.
Cura il Party Spaghetti Western al Festival di Venezia.
È consulente musicale e autrice per la Radio Televisione Italiana. È in Rai Futura nel programma Tàbu Show. In Radio Centro Suono 101.3. Collabora con Sabina Guzzanti in "Vilipendio Tour" cui seguono collaborazioni in Un Due Tre Stella (2012) e alla musica e sceneggiatura del film La trattativa.
Su MTV Italia Lady Coco è ospite del La prova dell'otto condotto da Caterina Guzzanti.
Collabora con Nike per la manifestazione italiana dedicata alle donne allo show del WE RUN THE NIGHT e successivamente nel 2014 alla WE RUN ROME.
È produttrice del singolo del mc Maldonado, che presenta nel 2015 alla manifestazione "il Primo Maggio di Taranto" e con il quale apre a Bologna il concerto dei Public Enemy. 
È ideatrice e produttrice del il progetto estivo "Pussybay".
Nello spettacolo teatrale Dal vivo sono molto meglio, scritto e interpretato da Paola Minaccioni, partecipa in scena e cura la direzione musicale.
Partecipa insieme alla sua gang Balsamo di Scimmia al programma TV di Rai 3 Be Happy.
Cura il DJ set, durante la finale italiana del Redbull BC One e durante gli Internazionali di Tennis di Roma.
Il 31 dicembre 2019 è protagonista del Capodanno di Roma 2020, La Festa di Roma. Si esibisce dopo la cantante Carmen Consoli e dopo Skin leader degli Skunk Anansie curando il dj set al Circo Massimo davanti a 140.000 spettatori
A marzo 2021 cura le musiche dello spettacolo teatrale di Paola Minaccioni Tutta scena – Il teatro in camera - Una serata con me diretto da Paola Rota per TvLoft.

## Televisione
- Un due tre stella, La7 (2012)
- La prova dell'otto, La7 (2013)
- Be Happy, Rai 3 (2018)
- Canzone segreta, Rai 1 (2021)

## Teatro
- Vilipendio Tour con Sabina Guzzanti (2008/2009)
- Dal vivo sono molto meglio di Paola Minaccioni (2017-2020)
- Tutta scena – Il teatro in camera - Una serata con me di Paola Minaccioni (2021)

## Cinema
- La trattativa (2014)